# Brenoux
Brenoux är en kommun i departementet Lozère i regionen Occitanien i södra Frankrike. Kommunen ligger i kantonen Mende-Sud som tillhör arrondissementet Mende. År 2022 hade Brenoux 388 invånare.

## Befolkningsutveckling
Antalet invånare i kommunen Brenoux
| Referens: INSEE |